# Szumuabum
Szumuabum (sumer su-mu-a-bu-um) az I. babiloni dinasztia valószínűsíthető alapítója, Babilon első ismert királya. Uralkodási évneveiben elődjét nem nevezte meg, első évét azzal kezdi az évkönyv, hogy Szumuabum király (lugal) lett. Ilu-súma asszír király és Isbi-Erra íszíni király kortársa.
Babilon alapításáról nincs szó Szumu-abum évneveiben, ezért feltehetően a település korábban is lakott hely volt, de valamelyik sumer városállam fennhatósága alatt. Az évnevek teljes egészükben sumer nyelven íródtak, így csak a fejlemények alapján tehető fel, hogy Szumuabum nem sumer volt, hanem az ekkoriban letelepedő amorita törzsek egyikének feje. Talán Isbí-Errához hasonló volt a hatalomra jutása, aki Ibbí-Színt váltotta fel. Az amoriták az akkádhoz nagyon hasonló sémi nyelvjárást beszéltek, de írásukban még a sumer hagyományokat követték. Városát sumer nyelven gal ka2-dingir-ra3ki néven nevezi, ennek későbbi akkadizációjával jött létre a bāb-ellu név.
Szumuabum feltehetőleg 14 évig uralkodott, de abszolút időben nehéz elhelyezni. Három kronológiai rendszer létezik, amelyek között egy évszázadnál nagyobb eltérés van ebben az időben. A rövid kronológia szerint az i. e. 19. század második felében, vagy éppen a végén élt. A hosszú kronológia a trónra lépését az i. e. 20. század közepére helyezi.
Már uralkodása első évében és annak folytatásaképp második évében a legfontosabb tevékenysége Babilon városfalainak felépítése volt. Ez elsődleges feladata egy olyan uralkodónak, aki önállóságra törekszik. Harmadik évében egy Elip (e-li-ipki) nevű településen épített falakat, talán ez volt Babilon első külbirtoka, a kilencedikben Dilbatban (dil-batki), ami esetleg terjeszkedésre utal. Utolsó három éve Kazallu (ka-zal-luki) várossal folytatott hadakozásaival telt. A tizedik és tizenegyedik évben Kis város falainak építéséről is beszél, itt valószínűleg valamilyen diplomáciai kapcsolatfelvétel történt.
További közlései szerint templomot emelt dNin, íszíni istennő számára (valószínűleg Ningal, bár a városból később is több istennő ismert, mint Gula és Baba). Megkezdte az Émah („nagy ház”) építését, amelyet Nanna kultuszának szenteltek, de később Ninmah is ide költözött.
Babilon trónján fia, Szumu-la-Él követte, aki az első évnevében megemlíti, hogy Szumuabum fia.